# Affakkelen

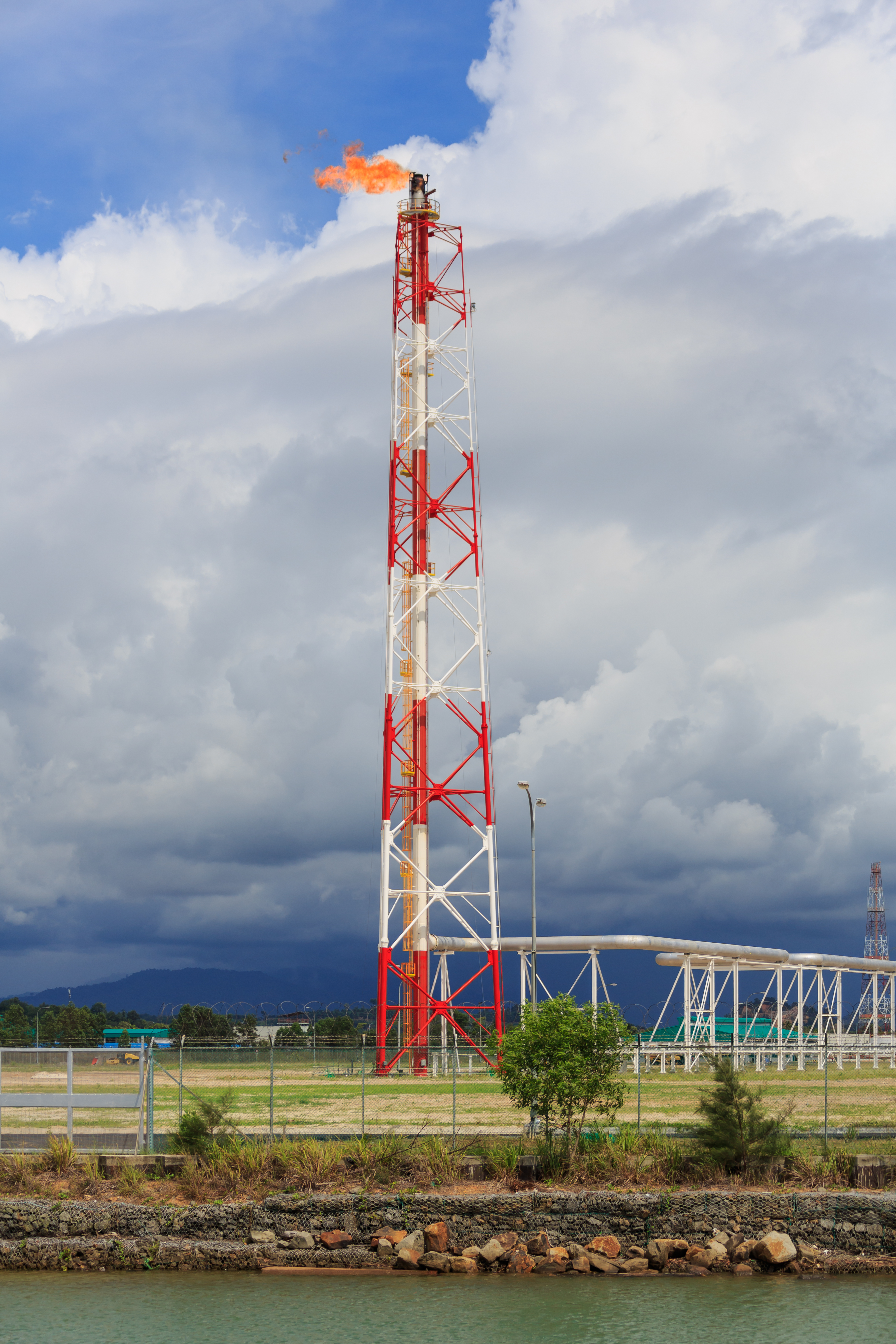
Gasfakkels in de Sabah Oil and Gas Terminal

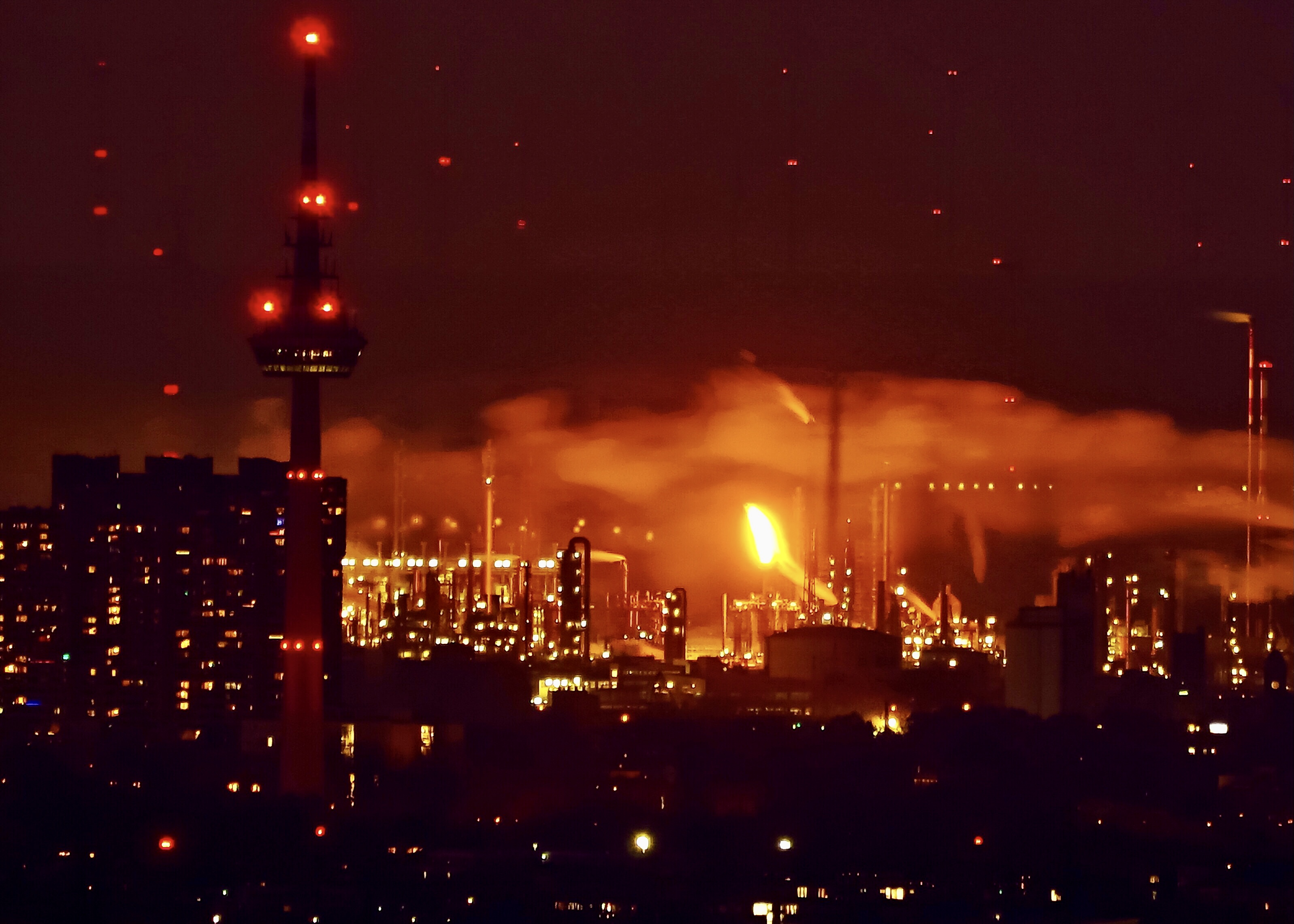
Het fakkellicht van de BASF-stoomkraker in Ludwigshafen is vanaf meer dan 20 km te zien.

Affakkelen is het op grote schaal doelbewust en routinematig verbranden van gassen die vrijkomen bij aardgaswinning, aardolieproductie en olieraffinage. Het gaat hoofdzakelijk om de gasvormige alkanen methaan, ethaan, propaan, butaan en pentaan. Dit veroorzaakt de enorme vlammen ("flares"), die we soms zien op raffinaderijen en productieplatforms op zee.
Het affakkelen van deze gassen is ongewenst, vanwege de CO2-uitstoot, bovendien zijn ze uitstekend bruikbaar en verhandelbaar, methaan en ethaan als aardgas, propaan en butaan als LPG (autogas en flessengas). Toch besluiten de oliemaatschappijen soms, bij een teveel aan gas of bij een onaantrekkelijke marktprijs, om het gas ter plekke te verbranden.
In 2007 werd wereldwijd nog 150 miljard kubieke meter gas afgefakkeld. Dit komt overeen met 30 procent van het totale jaarlijkse gasverbruik van de Europese Unie.
Affakkelen is in Europa zonder vergunning verboden vanwege de luchtverontreiniging die het met zich meebrengt. Soms is het echter gevaarlijk of onpraktisch om het vrijgekomen gas op een andere manier te verwijderen (en is er kans op een blow-out) en wordt er toch afgefakkeld.